# ملك البحرين
ملك مملكة البحرين هو رأس الدولة والعاهل ورئيس مملكة البحرين. تتولى أسرة آل خليفة الحكم منذ عام 1783. كان اللقب الرسمي للحاكم خلال الفترة من 1783 حتى 1971 هو "حاكم البحرين". ومع استقلال البحرين في عام 1971، تحول اللقب إلى "أمير دولة البحرين"، وتغير اسم الدولة من إمارة البحرين إلى دولة البحرين.
في 14 فبراير 2002، وبالتزامن مع الذكرى الأولى لميثاق العمل الوطني، أعلن الأمير حمد بن عيسى آل خليفة تحويل البحرين إلى مملكة، وأعلن نفسه أول ملك للبلاد، مع تغيير اسم الدولة إلى مملكة البحرين.
يتمتع الملك بصلاحيات شاملة تشمل تعيين رئيس الوزراء وأعضاء مجلس الوزراء، قيادة قوات الدفاع البحرينية، رئاسة مجلس القضاء الأعلى، تعيين أعضاء مجلس الشورى في البرلمان، وحل مجلس النواب المنتخب.

## صلاحيات الملك
وفقاً لدستور البحرين 2002 الملك هو رأس الدولة والممثل الأسمى لها وذاته مصونة لا تمس، ووفقاً للدستور يمارس الملك سلطاته مباشرة وبواسطة وزرائه.

### صلاحيات الملك وفقاً للدستور
- تعين رئيس مجلس الوزراء وإعفائه من منصبه
- تعين الوزراء وإعفائهم من مناصبهم وذالك بناء على عرض رئيس مجلس الوزراء
- الملك هو القائد الأعلى لقوة دفاع البحرين
- تعين رئيس وأعضاء مجلس الشورى
- حل مجلس النواب
- الدعوة للانتخابات العامة لمجلس النواب
- دعوة مجلسي الشورى والنواب للأنعقاد وفض أدوار الانعقاد
- افتتاح أدوار الانعقاد العادية لمجلسي الشورى والنواب
- رئاسة المجلس الأعلى للقضاء
- اقتراح القوانين
- التصديق على القوانين وأصدارها
- إصدار المراسيم بقوانين في حال عدم انعقاد مجلسي الشورى والنواب أو في حال حل مجلس النواب
- إعلان حالة السلامة الوطنية والأحكام العرفية
- اقتراح تعديل الدستور والتصديق على تعديله
- إبرام المعاهدات
- تعين الموظفين المدنيين والعسكريين والممثلين السياسين لدى الدول الأجنبية والهيئات الدولية
- إصدار عفو خاص عن العقوبة أو خفضها

وكما يمارس الملك الصلاحيات الأخرى التي تنص عليها القوانين أو الأوامر الملكية التي يصدرها
ووفقاً للمرسوم الأميري رقم 12 لسنة 1973 بنظام توارث الإمارة فأنه للملك تفويض ولي العهد بممارسة صلاحياته ووفقاً للمرسوم ينوب ولي العهد عن الملك في ممارسة صلاحياته في حال غيابه خارج الدولة.

## قائمة حكام البحرين

### حكام البحرين (منذ 1783 - 1971)
| الصورة | الأسم                                 | مسمى المنصب        | بداية الحكم    | نهاية الحكم    |
| ------ | ------------------------------------- | ------------------ | -------------- | -------------- |
|        | الشيخ أحمد بن محمد آل خليفة (الفاتح)  | حاكم إمارة البحرين | 1782           | 1795           |
|        | الشيخ سلمان بن أحمد آل خليفة          | حاكم إمارة البحرين | 1795           | 1821           |
|        | الشيخ عبد الله بن أحمد آل خليفة       | حاكم إمارة البحرين | 1821           | 1843           |
|        | الشيخ محمد بن خليفة بن سلمان آل خليفة | حاكم إمارة البحرين | 1843           | 1868           |
|        | الشيخ علي بن خليفة آل خليفة           | حاكم إمارة البحرين | 1868           | 1869           |
|        | الشيخ محمد بن خليفة بن سلمان آل خليفة | حاكم إمارة البحرين | سبتمبر 1869    | ديسمبر 1869    |
|        | الشيخ محمد بن عبد الله آل خليفة       | حاكم إمارة البحرين | سبتمبر 1869    | 1 ديسمبر 1869  |
|        | الشيخ عيسى بن علي آل خليفة            | حاكم إمارة البحرين | 1 ديسمبر 1869  | 9 ديسمبر 1932  |
|        | الشيخ حمد بن عيسى آل خليفة            | حاكم إمارة البحرين | 9 ديسمبر 1932  | 20 فبراير 1942 |
|        | الشيخ سلمان بن حمد آل خليفة           | حاكم إمارة البحرين | 20 فبراير 1942 | 2 نوفمبر 1961  |

### أمراء البحرين (1971–2002)
| الصورة | الأسم                        | مسمى المنصب        | بداية الحكم   | نهاية الحكم                 |
| ------ | ---------------------------- | ------------------ | ------------- | --------------------------- |
|        | الشيخ عيسى بن سلمان آل خليفة | أمير دولة البحرين  | 2 نوفمبر 1961 | 6 مارس 1999                 |
|        | حمد بن عيسى آل خليفة         | أمير مملكة البحرين | 6 مارس 1999   | 14 فبراير 2002 (تغير اللقب) |

### ملوك البحرين (2002–الآن)
| الصورة | الأسم                      | مسمى المنصب       | بداية الحكم    | نهاية الحكم |
| ------ | -------------------------- | ----------------- | -------------- | ----------- |
|        | الملك حمد بن عيسى آل خليفة | ملك مملكة البحرين | 14 فبراير 2002 | حتى الأن    |